# Rødøya (Alstahaug)
 Ikke at forveksle med Rødøy.
Rødøya er en ø i Alstahaug kommune, Nordland fylke i Norge. Den har et areal på 7,3 km² og 23 indbyggere (2017). Øen ligger helt yderst i Vefsnfjorden, og mellem Rødøya og fastlandet ligger Tangsundet.
Øens højeste fjeld er Rødøyfjellet (307 moh). Det er bjergarterne duinitt/serpentinit som giver øen sin karakteristiske farve.